# Departamento de San José
San José es uno de los diecinueve departamentos que componen la República Oriental del Uruguay. Su capital es San José de Mayo. 
Está ubicado al suroeste del país, limitando al norte con Flores, al este con Florida, Canelones y Montevideo, al sur con el Río de la Plata que lo separa de la República Argentina y al oeste con Colonia. Pese a estar muy próximo al límite de Soriano, no mantiene límites con este. 

Con 4992 km² es el cuarto departamento menos extenso —por delante de Maldonado, Canelones y Montevideo, el menos extenso— y con 24 hab/km² es el cuarto más densamente poblado —por detrás de Montevideo, Canelones y Maldonado—.
Su franja meridional es parte del área metropolitana de Montevideo, debido a que esta zona está ocupada por la expansión de la mancha urbana del Gran Montevideo.

## Toponimia
La denominación del departamento viene dada por la imagen santoral de la figura de San José que fue introducida en el primer asentamiento establecido por los españoles a comienzos del siglo XIX. En 1955, el papa Pío XII bautizó a la capital como la diócesis de San José, santo patrón del departamento.
El gentilicio de los de San José es "maragato", pues los nativos de este departamento tienen sus raíces en la comarca española de Maragatería, en la provincia de León. Los maragatos españoles fueron los mayores colonizadores de esta zona del país y se les atribuye la fundación de San José de Mayo, centro urbano a partir del cual fueron abarcando otros territorios colindantes. No obstante, otro grupo de inmigrantes que pobló el departamento provenía en su mayoría de Asturias (esto propició una visita del príncipe Felipe de Borbón y Grecia en 1991).

## Historia
El departamento es de los seis más antiguos del país junto con Montevideo, Canelones, Colonia, Soriano y Maldonado, todos fundados el 27 de enero de 1816, a los cuales se les sumaría posteriormente Paysandú, Cerro Largo y Durazno, conformando así los nueve departamentos fundadores al momento de la jura de la Constitución de 1830. 
A mediados del siglo XVIII, la Banda Oriental era noticia en España en vista de sus riquezas y de su favorable situación climática. En Asturias y Galicia se dio el primer paso hacia 1779, año en el que numerosas familias se reunían para discutir sobre cuestiones relacionadas con la emigración y a lo que les aguardaría en el Nuevo Mundo. 
Tres años después, en 1782, arribaron al Puerto de Montevideo dos barcos con emigrantes, uno de procedencia lusitana y otro de origen español, el 29 de septiembre y el 30 de diciembre respectivamente.
La intención de la Corte de España era poblar la Patagonia pero, dadas las incongruencias y el ambiente hostil de un territorio frío y árido, sumado a la falta de recursos suficientes que facilitaran el abastecimiento en las colonias, el entonces Virrey Juan José de Vertiz tomó la iniciativa de situar a los nuevos pobladores en dos emporios enmarcados en los confines de la Banda, los de San José y Minas.
En mayo de 1783, Eusebio Vidal, Teniente de Dragones de Almanza, partió desde Montevideo hacia dichos asentamientos por mandato del Gobernador Vertiz y Salcedo, el sucesor de Ceballos en el Virreinato del Río de la Plata, y con el fin de hacer oficial la voluntad del rey Carlos III. Fue acompañado por 244 hombres (40 jefes de familia y 204 indios misioneros) que se encargarían de las tareas de construcción. Hacia 1789 aparecieron las primeras viviendas de material, y comenzarían a llegar colonos procedentes de la Patagonia.
A diferencia de lo que ocurría en otras zonas de América, los habitantes (en su mayoría asturianos) no eran atraídos por las piedras preciosas ni por los tesoros, sino por las tierras y la sed de trabajo en el campo.

### San José en la historia de Uruguay
El departamento constituye una pieza clave en la historia del país y en la lucha por la emancipación de Sudamérica respecto al Reino de España. 
En el pueblo de San José se libró el 25 de abril de 1811 el combate entre el ejército patriota del general Manuel Belgrano, vencedor de la contienda, y las fuerzas realistas, cayendo herido durante la misma el capitán Manuel Artigas. El 23 de octubre tuvo lugar el Éxodo del Pueblo Oriental, en el que un grupo de familias abandonaron sus propiedades para acompañar a José Gervasio Artigas en la "redota" o exilio a tierras norteñas. Finalmente, el 24 de noviembre de 1818 se reúne la Primera Asamblea General Constituyente para acordar los principios que habían de tratarse en la futura Constitución.
Por San José avanzaron además los Treinta y Tres Orientales en su trayecto desde Buenos Aires a Montevideo en 1825 contra la monarquía portuguesa, liberando las batallas de Paso del Rey y apresando a 300 brasileños; y la de San José, apresando a una guarnición enemiga.

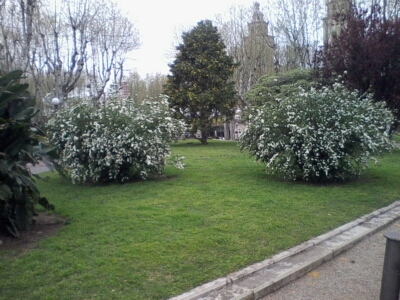
Plaza de San José, Uruguay

### 1811: Año de enfrentamientos
El 21 de febrero de 1811 se enfrentaron las tropas revolucionarias contra las españolas enviadas por el virrey Francisco Javier Elío, por un conflicto que se desarrolló en el Paso del Rey. Venancio Benavídez y Manuel Artigas (primo del prócer nacional, José Artigas) serían los encargados de dirigir al ejército armado contra la autoridad regente que caería en derrota, debiendo refugiarse en San José. El triunfo en tierras josefinas sería anterior a la batalla de Las Piedras, que se manifestó el 18 de mayo de ese año. A pesar de la inminente victoria sobre los fieles a la Corona española, Manuel Artigas moriría poco después al ser herido gravemente.

### El éxodo

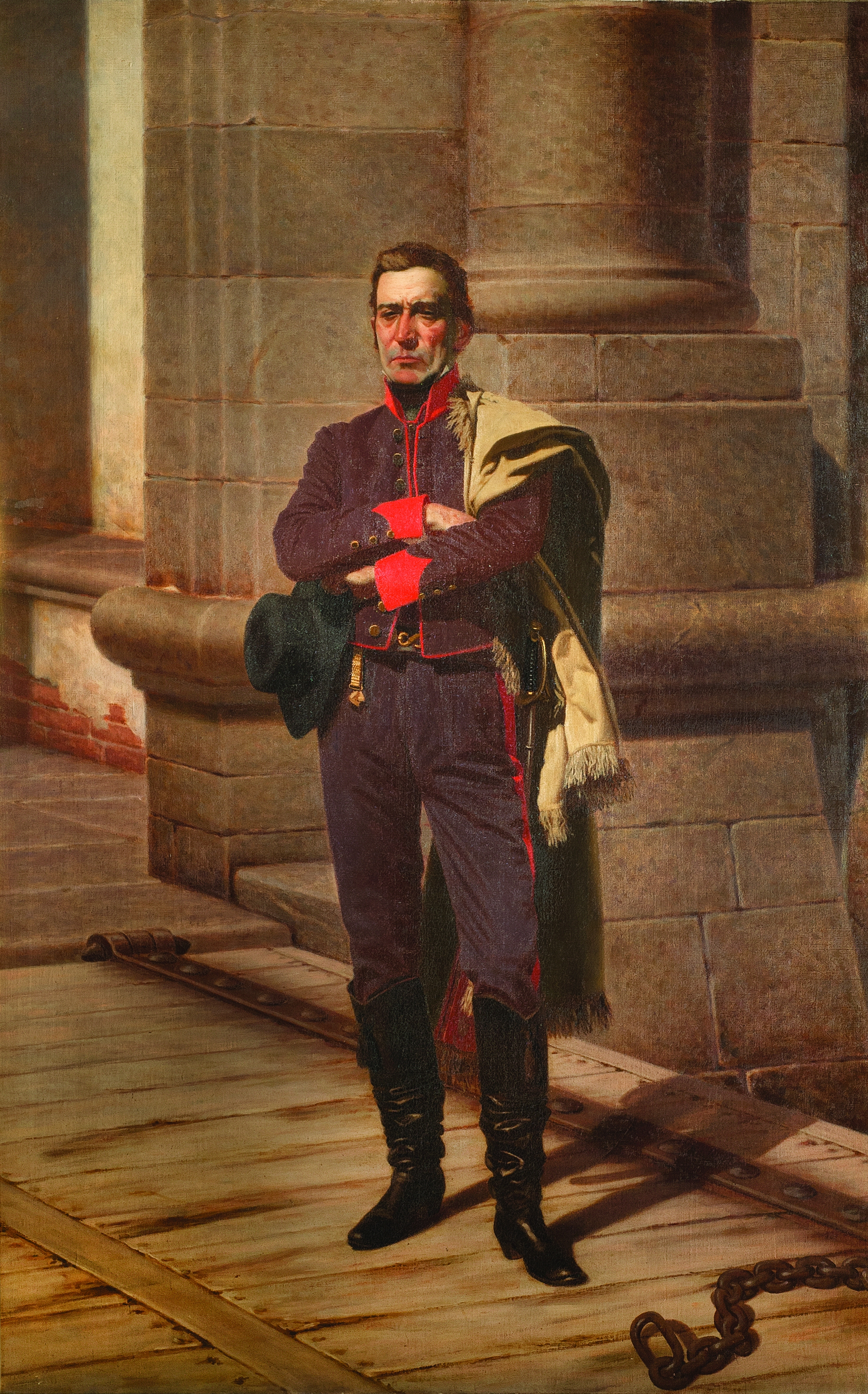
José Gervasio Artigas.

Tras la firma del Armisticio de octubre de 1811, gran parte de los residentes montevideanos dejaron atrás todas sus posesiones y siguieron al líder revolucionario, el entonces capitán José Artigas. Esta directiva se planteó en la Asamblea de San José, a fines de ese mes, convocando a muchos campesinos que formaban parte, por primera vez, de debates tan controversiales para el futuro de la comunidad.
En un epígrafe de Artigas hacia la Junta del Paraguay, firmado en el Cuartel General del Daymán en diciembre de 1811, hace constar: 

Marchamos los sitiadores en retirada hasta San José y allí se vieron los bravos orientales a recibir el gran golpe que hizo la prueba de su constancia; el gobierno de Buenos Aires ratificó los tratados en todas sus partes, por él se priva de un asilo a las almas libres en la Banda Oriental y por él se entregan pueblos enteros a la dominación de aquel mismo señor Elío bajo yugo gimieron. Dura necesidad!

Se ha especulado mucho respecto al sitio donde tuvieron lugar la Asamblea y el campamento. Algunos autores, como Agustín Beraza, apuntan a que bien pudo haber sido en la costa del río San José, mientras que otros, como Reyes Abadíe y Vázquez Romero, señalan que fue en el Paso de la Arena.
Si bien el punto geográfico exacto no es fácil de fijar, se suele concordar en que el evento fue de vital trascendencia para el pueblo y que se considera un factor incuestionable para el que se convertiría en país soberano en 1830.

### La Asamblea Constituyente

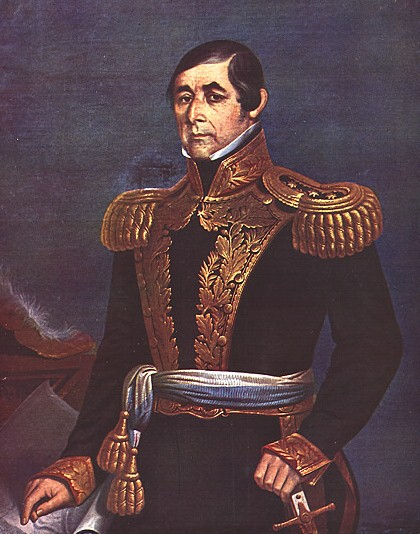
Fructuoso Rivera.

En 1828 tuvo lugar la Convención Preliminar de Paz de Río de Janeiro, que debía sumar la toma de las Misiones Orientales en manos del futuro primer presidente Fructuoso Rivera. Tras esta comisión, se le adjudicó a la provincia una Asamblea General y Legislativa que se volvería autónoma e independiente en 1830. La primera sesión se llevó a cabo en un predio de San José el 22 de noviembre, nombrando a José Rondeau como gobernador provisorio. Con el tiempo se promulgaron las primeras leyes que no contravenían a los planteamientos formulados en la Convención. La Provincia Cisplatina se convertiría pues en la República Oriental del Uruguay.

### La batalla de Cagancha (1839)
Este enfrentamiento armado se desarrolló en el actual departamento de San José, sobre el arroyo del mismo nombre. Fue el escenario de la lucha entre 6000 soldados a favor del presidente argentino Juan Manuel de Rosas contra unos 3000 riveristas que buscaban la estabilidad del nuevo país. Se produjo poco antes de que se desatara la Guerra Grande (1839-1851), y cobró la vida de 400 rosistas y de 200 hombres bajo la autoridad de Rivera.

### Homenaje a Artigas
En la conmemoración del natalicio de José Artigas se estableció la base del que sería el primer recordatorio a la figura del prócer. Se transportó por tren desde La Paz (Canelones), y la estatua fue diseñada por Juan Manuel Blanes y su hijo Juan Luis. Un artista italiano, Dante Costa, se encargaría de moldearla y de fundir el bronce en la ciudad de Florencia. Fue finalmente inaugurado el 25 de agosto de 1898, en el aniversario de la declaratoria de la Independencia.

## Geografía

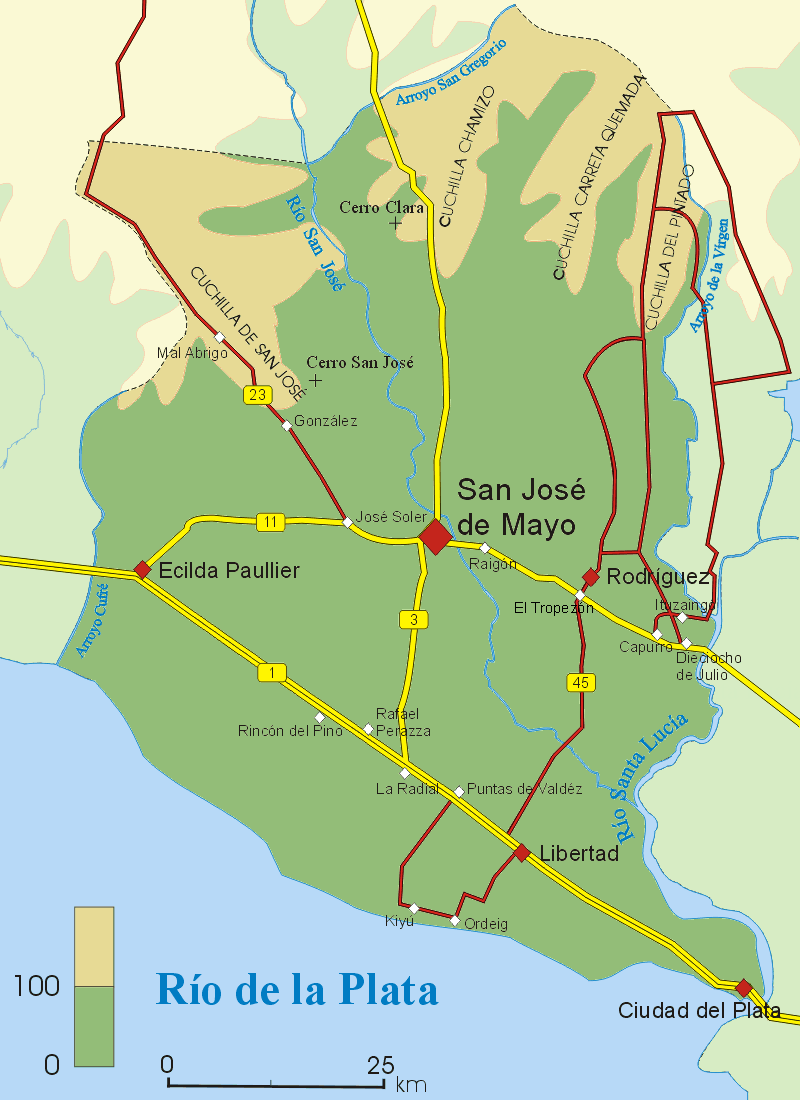
Mapa de San José.

El distrito municipal forma parte del litoral sur de Uruguay, junto a los departamentos de Colonia, Montevideo, Canelones, Maldonado y Rocha. Parte del municipio está incluido en el conglomerado del Gran Montevideo.
Está ubicado en la cuenca del Plata, por lo que dispone de playas frescas y de un clima continental caracterizado por la escasez de lluvias. Es un departamento industrial en donde la proximidad al mercado y al puerto capitalino le ofrece una buena fuente de ingresos y genera mayores posibilidades de empleo que otros puntos del país ubicados en el interior y no en el área metropolitana de la capital.

### Orografía
San José se divide en cuatro regiones geográficas bien diferenciadas: los llanos cristalinos del sur, ricos y constituidos a partir de limos eólicos; las sierras bañadas del noroeste, abundantes en granito y de terminación ahuecada como se aprecia en las Sierras de Mahoma (punto más alto del departamento, con 180 m s. n. m.); el oriente arcilloso, circundado por los ríos de Santa Lucía y San José; y el litoral platense, también predominantemente llano y arenoso (como en el Rincón de la Bolsa), pero accidentado en lugares como Mauricio o San Gregorio.

### Hidrografía
Un anexo de la Cuchilla Grande, conocido como la Cuchilla de San José, representa el límite fluvial más importante a nivel departamental. Este interseca con el río Santa Lucía y recibe a los afluentes del Plata, entre ellos, los arroyos Pereira, Pavón y Cufré próximo a Colonia. Finalmente, el río San José (que nace en el departamento de Flores) alberga a numerosos bañados y arroyos tales como el Chamizo, el Carreta Quemada y el Cagancha. 
El río Santa Lucía sirve de límite natural con Canelones, Florida y Montevideo, y recibe al arroyo de la Virgen, uno de sus tantos tributarios.

## Clima
El clima del departamento es fresco y por lo general no recibe grandes precipitaciones (menos de 900 mm anuales, y con mayor persistencia durante los meses que van de otoño a invierno) como otros puntos del país. La temperatura oscila en torno a los 18 °C promedio, siendo una región húmeda y templada durante casi todo el año. Esto se debe en mayor medida a su situación geográfica meridional.

## Flora y fauna
San José posee una vegetación moderada y bastante uniforme. En los últimos años se han llevado a cabo plantaciones y forestaciones que procuran darle protección a un área sencillamente rural y desprotegida. La costa ha sido cubierta de álamos, eucaliptos, cedros, sauces y árboles de plátano que se hallan asimismo dispersos a lo largo de todo el departamento. Se pueden encontrar además algunas especies de pino, árboles frutales, hiedras, arbustos, juncos, laureles, palmeras y matorrales. La pradera pampeana predomina en casi todo el territorio y favorece a la actividad agrícola.
En cuanto a la fauna, destacan: el pato, las aves de corral, algunas especies de urogallo, el benteveo, el tero, la paloma, la cotorra silvestre, el cardenal, la lechuza, y las gaviotas sobre el litoral.
Las aguas y los estanques artificiales ofrecen truchas, corvinas, bagres, majugas y pequeñas variedades de sardina.
Respecto a los mamíferos, encontramos ovejas, ganado vacuno, porcino y caballar, roedores (conejo, liebre y ratón de campo), zorrillos, etc.
También existen ranas, sapos y alguna especie de reptil de menor tamaño.

## Economía
La economía de San José está relativamente diversificada, predominando la industria lechera. En el área metropolitana de Montevideo destacan el cultivo de cereales, forrajes, frutas, remolacha, patatas (primer departamento productor a nivel nacional), maíz, vid y la actividad destinada al procesamiento de oleaginosos como el lino o el girasol. Sobre el río Santa Lucía se encuentran las principales productoras de artículos de limpieza y sustancias químicas. En las localidades de San José de Mayo y en Libertad están instaladas las empresas de lácteos, bodegas y las de procesado de ganado vacuno, ovino y porcino.

## Comunicaciones
San José es muy transitado por miles de turistas o conductores que emprenden su rumbo al departamento de Colonia o al área metropolitana de Montevideo. La ruta nº 1 (también conocida como la ruta del brigadier Manuel Oribe) comienza en la capital nacional y finaliza en Colonia del Sacramento, atravesando al departamento de San José desde el sureste al oeste, e intersecando con la nº3 (o del general José Artigas) a mitad de camino sobre las Puntas de Valdez. Esta última va desde el centro sur departamental, pasando por San José de Mayo, hasta el norte del Uruguay. Otras carreteras (incluidas las mencionadas arriba) son:
Norte:
- Ruta nacional 3 (San José-Artigas)
- Ruta 3 (San José de Mayo-Trinidad)
- Ruta 23 (San José de Mayo-Cardona)

Norte/Sur:
- Ruta 45 (paralela al Arroyo Carreta Quemada)

Este/Oeste:
- Ruta nacional 1 (Montevideo-Colonia del Sacramento): en este departamento es una autovía
- Ruta nacional 11 (Ecilda Paullier-Atlántida)

Este:
- Ruta 78

San José cuenta además con un pequeño aeropuerto nacional, una línea ferroviaria con servicio de pasajeros que la conecta con Montevideo y algunos puertos sobre el litoral rioplatense. El antiguo puente de Santa Lucía (que sirve de límite con Montevideo) tiene su parte central giratoria, que se abre cuando los buques de una altura superior a la del tablero transitan el río homónimo.
Ya en el Siglo XXI fue construido un nuevo puente paralelo al tradicional puente metálico, y que mejora la circulación en la importante Ruta N.º 1.

## Gobierno
De acuerdo con el artículo 262 de la Constitución de la República, en materia de administración departamental «el Gobierno y Administración de los Departamentos, con excepción de los servicios de seguridad pública, serán ejercidos por una Junta Departamental y un Intendente. Tendrán su sede en la capital de cada departamento e iniciarán sus funciones sesenta días después de su elección.»
Además, «el Intendente, con acuerdo de la Junta Departamental, podrá delegar en las autoridades locales el ejercicio de determinados cometidos en sus respectivas circunscripciones territoriales»(...).

### Ejecutivo
La Intendencia de San José es el órgano ejecutivo del departamento. El Intendente es electo de forma popular por un período de cinco años con posibilidad de reelección. La actual Intendenta es Ana María Bentaberri, perteneciente al Partido Nacional.

### Legislativo
La legislatura está ejercida por una Junta Departamental compuesta de 31 ediles, que acompañan a las listas electorales y son elegidos de forma democrática. Los ediles son los encargados de proponer reformas municipales, decretos e impuestos, así como cualquier otro proyecto que estimen conveniente coordinar con el Intendente. Cumplen la función del Poder Legislativo a nivel departamental.

### Municipios
Anexo:Alcaldías de Uruguay
A través de la ley N.º 18653 del 15 de marzo de 2010, fueron creados 2 municipios en el departamento de San José: Ciudad del Plata y Libertad. Posteriormente en 2013 se aprobó la creación de dos nuevos municipios: Ecilda Paullier y Rodríguez.
| Mapa | Municipio        | Superficie (km²) | Población (2011) | Sede             |
| ---- | ---------------- | ---------------- | ---------------- | ---------------- |
|      | Ciudad del Plata | 125.8            | 32154            | Ciudad del Plata |
|      | Ecilda Paullier  | 694.7            | 5025             | Ecilda Paullier  |
|      | Libertad         | 441.9            | 14326            | Libertad         |
|      | Rodríguez        | 1167.3           | 4849             | Rodríguez        |

## Educación y cultura
Hay más de 100 escuelas de educación primaria en el departamento, la mayoría de las cuales se concentran en la capital, San José de Mayo. También existen algunas bibliotecas importantes como la municipal, la del Liceo Dr. Alfonso Espínola, la del Museo Departamental y la del Instituto de Formación Docente de San José, entre otras.
La educación superior se centra en el plano de la formación de docentes de primaria y secundaria, y en el aprendizaje de oficios y tareas relacionadas con el ámbito rural y tecnológico. Esta última tarea corre por cuenta de la UTU (Universidad del Trabajo del Uruguay), presente en la totalidad de los departamentos del país. también, por iniciativa del diputado Walter de León del frente amplio, se ha instalado un instituto tecnológico el la órbita de la utec. La formación de maestros y profesores está a cargo del Instituto de Formación Docente «Elia Caputi de Corbacho», ofreciendo cursos presenciales, semipresenciales y semilibres.
La Intendencia municipal de San José (IMSJ) promueve actividades culturales con el fin de promover el desarrollo social e intelectual de sus habitantes. Numerosas ofertas orientadas a la danza, a los talleres literarios, a la pintura y a las artes en general, son accesibles por parte de quienes estén interesados en las mismas.
En julio de 1912 se inauguró la Sala del Teatro Bartolomé Macció, en honor al ilustre italiano que destinaba fondos para promover la integridad sociocultural del departamento. Se encuentra en la capital y realiza representaciones para el deleite de la audiencia local.
San José dispone además de una banda municipal compuesta por una orquesta que se remonta al año 1896 y que se haría oficial en 1921.

## Demografía
Conforme al censo de 2004, existen en el departamento 103 104 habitantes y 33 063 hogares particulares. El tamaño medio del hogar es de 3,0 personas. Por cada 100 mujeres hay 100,0 hombres. Los estudios realizados por el Instituto Nacional de Estadística de Uruguay señalan un leve crecimiento para los próximos años, previéndose 125 783 habitantes para junio de 2025. Esta situación es sin duda más favorable que la que se experimenta en otros departamentos del país, cuyos ciudadanos tienden a emigrar hacia el sur en busca de mejores posibilidades laborales o culturales.
- Tasa de crecimiento exponencial de la población: 1,083 % (2004)
- Tasa de natalidad: 15,24 nacimientos/1000 personas (2004)
- Tasa de mortalidad: 9,30 muertes/1000 personas (2004)
- Promedio de edad: 32,0 años (30,9 hombres, 33,2 mujeres)
- Esperanza de vida al nacer:

- Promedio familiar: 2,11 hijos/mujer
- Ingreso medio mensual per cápita del hogar (ciudades de 5000 o más habitantes): 3989,4 pesos uruguayos/mes

Crecimiento poblacional (habitantes desde 1852 a 2004):

### Centros urbanos
Las ciudades más importantes del departamento de San José son San José de Mayo, su capital, Libertad y Ciudad del Plata.

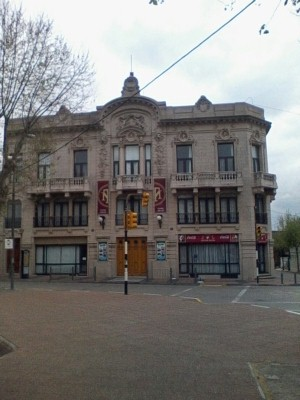
San José de Mayo, Uruguay.

Los siguientes son pueblos o ciudades con una población de 1000 o más personas (datos del censo del año 2023):
| Ciudad/Pueblo    | Población |
| ---------------- | --------- |
| San José de Mayo | 38 553    |
| Ciudad del Plata | 38 249    |
| Libertad         | 12 971    |
| Ecilda Paullier  | 3181      |
| Rodríguez        | 3100      |
| Puntas de Valdez | 1618      |
| Rafael Perazza   | 1517      |

Otras localidades con menos de 1000 habitantes son:
| - Ituzaingó (771 hab.) - Raigón (738 hab.) - Villa María (620 hab.) - Capurro (517 hab.) - 18 de Julio-Pueblo Nuevo (469 hab.) - Kiyú-Ordeig (423 hab.) - Mal Abrigo (344 hab.) - Juan Soler (343 hab.) | - La Radial (250 hab.) - González (222 hab.) - Scavino (183 hab.) - Rincón del Pino (162 hab.) - Cololó (149 hab.) - Costas de Pereira / Rapetti (134 hab.) - Carreta Quemada (99 hab.) - Cerámicas del Sur (93 hab.) | - Mangrullo (81 hab.) - La Boyada (61 hab.) - Cañada Grande/Fabre (59 hab.) - Colonia Delta (41 hab.) - San Gregorio de Carro (35 hab.) - Boca del Cufré (28 hab.) |

Además de estas localidades, en 2013 a través de las directrices departamentales de ordenamiento territorial y desarrollo sostenible del departamento de San José, fueron categorizadas las siguientes localidades como urbanas:
- Laurel
- Cagancha
- Chamizo
- Sena (ruta 3 km 75)
- Tropezón
- Pavón

## Patrimonio
Posee playas templadas y de arena fina, destacándose Kiyú, playa Pascual y Boca del Cufré, esta última en la desembocadura del arroyo del mismo nombre y que es navegable en parte de su extensión.
Al norte del departamento hay extensas zonas con "mares de piedra" en las Sierras de Mahoma, donde se pueden realizar recorridos y disfrutar al aire libre.

### Balneario Boca de Cufré
El balneario Boca de Cufré se ubica en la desembocadura del arroyo homónimo sobre el Río de la Plata, próximo al departamento de Colonia. Emplazado sobre el "km 101" de la ruta 1, se debe desviar unos 17 km desde la ciudad de Ecilda Paullier. Dispone de un arroyo navegable y de montes indígenas, esto es, bosques de flora autóctona. La playa del Cufré se caracteriza por sus arenas blancas y por ser relativamente más limpia que el resto de las que se sitúan sobre la costa rioplatense. Esto se debe en gran medida, a que es concurrida por grupos familiares que visitan el balneario buscando la tranquilidad que no se encuentra en otros centros turísticos del país. Cufré cuenta además con un campin y numerosas instalaciones al aire libre.

### Kiyú
| Acceso al balneario | Otro balneario de gran importancia es el Kiyú, cuyo nombre deriva de un término indígena que significa "grillo". Situado sobre las Barrancas de San Gregorio, representa las únicas formaciones geológicas que, con más de 50 metros, son el resultado de una erosión. Sobre el litoral se pueden encontrar arenas blancas y playas mansas, así como numerosas cabañas y centros de investigación arqueológica. Kiyú dispone asimismo de un campin y de diversas instalaciones y paradores que permiten, entre otras cosas, presenciar vuelos con Alas Delta y una gama de deportes acuáticos. El balneario permite, además, realizar excursiones e intensas caminatas sobre su terreno ondulado, como se puede apreciar en la imagen. | Kiyú, costa balnearia de San José. |

### Playa Pascual

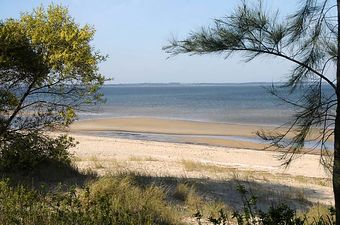

Playa Pascual se sitúa a menos de 30 km respecto a Montevideo, en el sureste de San José y dentro del área metropolitana de Montevideo. Es quizás el centro turístico más concurrido del departamento, dada su cercanía a la capital nacional y su respectivo englobamiento en el área metropolitana de la misma. Playa Pascual se caracteriza por su llanura costera y por sus serenas playas sobre la cuenca del Plata. Además de disponer de campamentos, cabañas y zonas de pesca, el balneario cuenta con amplios centros comerciales y buenos sistemas de comunicación.
En las inmediaciones de la localidad de San José de Mayo, se emplaza la Picada de Varela, un parador que ofrece facilidades para pescar, bañarse y navegar en el río San José.

### Sierras de Mahoma
Aparte del litoral maragato, que se caracteriza por su penillanura, el norte del departamento presenta elevados relieves y zonas rocosas. En este punto destacan las Sierras de Mahoma, llamadas así en honor a Ohma, el nombre que utilizaron los españoles para referirse a un indio que habitaba esos lugares durante el período colonial. Se ubican a 131 km de Montevideo, y a 37 de San José Mayo, próximo a la estación del Mal Abrigo. Son más conocidas por ser un «mar de piedra», el producto de una meteorización que ha tenido lugar en un punto noroccidental de la Cuchilla de Mahoma, que es una ramificación de la Cuchilla de Guaycurú, un brazo de la Cuchilla Grande septentrional.
Con una superficie aproximada de unos 20 km², los picos más elevados se aproximan a los 180 m s. n. m., en un área de unos 4 km de extensión. Se encuentra bañado por los arroyos Mahoma y Coronilla, ambos afluentes del río San José, que vierte sus aguas sobre el Santa Lucía. Las Sierras de Mahoma se componen de granito intrusivo y de ectinitas espinozales en su periferia. La vegetación es de carácter serrano, con orquídeas criollas y claveles de aire amarillos, así como musgos y especies de echinopsis y carquejas de dos alas. Dentro de las formaciones de Mahoma, destacan: La Casa de Piedra (empleada por José Gervasio Artigas durante el Éxodo del Pueblo Oriental), La Segunda Casa de Piedra, rumbo al norte; La Cascada, La Tortuga Gigante, La Segunda Tortuga, El Aperiá y Los Tres Hermanos.
Este parque nacional se encuentra respaldado por la Intendencia municipal de San José y por el Estado, ambos responsables de su mantenimiento y protección.

### Parque Rodó

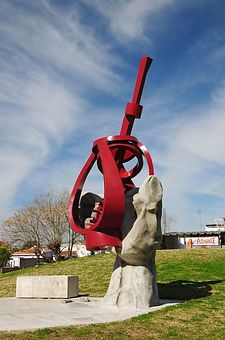
Monumento al mate

Este parque, fundado el 25 de agosto de 1903 por el médico francés Jean Pietro como homenaje a su hermano sacerdote, engloba un matiz histórico y cultural digno de mención. Hacia 1912 fue visitado por el escritor nicaragüense Rubén Darío, y dos años más tarde pasa a ser administrado por el municipio (o comuna) de San José. En 1915 adopta el nombre de "18 de Julio", pero será finalmente reemplazado por el de Parque Rodó. A fines de la década de 1930 contó con un hotel diseñado por Juan A. Scasso, responsable por el proyecto de edificación del estadio Centenario de Montevideo, escenario donde se disputó el primer mundial de fútbol.
Su importancia radica en la construcción posterior de un kartódromo, acompañado de focos de iluminación en un contorno de unos 3 km, convirtiendo al departamento de San José en la capital de kárting del Mercosur.